# استاریه تورباسلی
استاریه تورباسلی (انگلیسی: Staryye Turbasly) یک شهرک در منطقه شهری اوفای جمهوری باشقیرستان در کشور روسیه است.